# Barnadesia ciliata
Barnadesia ciliata  es una especie de planta con flor en la familia de las Asteraceae; endémica de  Ecuador.
Su hábitat natural son matorrales subtropical o tropical húmedos, de bajas altitudes.
Es un arbusto, conocido de una sola colección en 1947,  en el río Calera, cerca de Zaruma, provincia El Oro. Urtubey, en 1999 considera que esta especie es una de las cuatro variedades reconocidas de Barnadesia lehmannii. Lamentablemente, el área de colecta sigue bajo intensa presión demográfica, amenazando el estatus de la selva nativa. No existe ningún espécimen de esta especies en "Herbarios de Ecuador". (enlace roto disponible en Internet Archive; véase el historial, la primera versión y la última).
Está amenanada por destrucción y pérdida de hábitat.